# فارل (پنسیلوانیا)
فارل (به انگلیسی: Farrell) شهری در ایالت پنسیلوانیا کشور ایالات متحده آمریکا است که جمعیت آن در سرشماری سال ۲۰۱۰ میلادی، ۵٬۱۱۱ نفر بوده‌است.